# هومکس
هومکس (انگلیسی: Homex) شرکت املاک مکزیکی است، که در سال ۱۹۸۹ تأسیس شد.